# André Antoine Pierre (Le) Gentil
Pour les articles homonymes, voir Le Gentil.
André Antoine Pierre (Le) Gentil, communément connu sous le nom de dom André Gentil (1728-1800), est un moine cistercien de Clairvaux, prieur de l’abbaye de Fontenay de 1777 à 1790, ainsi qu'un agronome, chimiste et œnologue renommé.

## Biographie
André Antoine Pierre (Le) Gentil ou André Antoine Pierre Gentil est prieur de l'abbaye cistercienne de Fontenay. Il est membre de plusieurs sociétés savantes, notamment la Société d'Agriculture d'Auch, l'Académie des sciences, arts et belles-lettres de Dijon dont il est vice-président en 1798, la Société royale des sciences de Montpellier, et membre correspondant de l'Académie des sciences de Paris.
Le Gentil est l'auteur d'un mémoire sur la fermentation des vins, en réponse à un concours proposé par l'Académie de Montpellier, dont il obtient un accessit.
Un mémoire sur le café lui est aussi attribué : Dissertation sur le café (...), mais les indications données sur le titre de l'ouvrage ne sont pas concordantes.
Il est membre de nombreuses sociétés savantes, dont l’Académie des Sciences, Arts et Belles-Lettres de Dijon. En 1777, il publie le premier essai d'agrochimie et se spécialise ensuite dans l’œnologie, développant une méthode innovante pour maîtriser le processus chimique de la fermentation des vins et améliorer leur conservation. Il entretient des relations et correspondances avec des sommités scientifiques de son époque, telles que Buffon, Daubenton, Bouvier, Guyton de Morveau et Lavoisier.

## Publications
- Premier essai d’agronomie ou diététique générale des végétaux et applications de la chimie à l’agriculture, Dijon, Frantin, imprimeur de roi, 1777.
- Procédé pour faire le vinaigre de petit lait, ou l'acide acéteux avec le petit lait, Dijon, imprimerie de Causse, 1787, 5 p..
- Dissertation sur le caffe et sur les moyens propres à prévenir les effets qui résultent de sa préparation communément vicieuse; & en rendre la boisson plus agréable & plus salutaire, Paris, Impr. de Quillau, Faculté de Médecine, 1787, 177 p. (lire en ligne).
- Mémoire sur la question proposée par la société des sciences de Montpellier : Déterminer par un moyen fixe, simple et à la portée de tout cultivateur, le moment auquel le vin en fermentation dans la cuve aura acquis toute la force et toute la qualité dont il est susceptible, Paris, Marchand – Merlin, 1802 (1re éd. 1781) (BNF 30776274).